# Niigata (stacja kolejowa)
Niigata (jap. 新潟駅 Niigata-eki) – stacja kolejowa w Niigacie, w prefekturze Niigata, w Japonii. Na stacji są 3 perony.